# Σ-Subadditivität
Die σ-Subadditivität ist in der Maßtheorie eine Eigenschaft einer Mengenfunktion, also einer Funktion, deren Argumente Mengen sind – sie wird σ-subadditive Funktion genannt.

## Definition
Gegeben sei ein Mengensystem {\displaystyle {\mathcal {M}}} auf der Grundmenge {\displaystyle X}, also {\displaystyle {\mathcal {M}}\subset {\mathcal {P}}(X)}. Eine Abbildung
{\displaystyle f\colon {\mathcal {M}}\to \left[0,\infty \right]}
heißt σ-subadditiv, wenn für jede Folge von Mengen {\displaystyle A_{1},A_{2},\dots } aus {\displaystyle {\mathcal {M}}} und jedes {\displaystyle A\in {\mathcal {M}}} mit {\displaystyle A\subset \bigcup _{i=1}^{\infty }A_{i}} gilt, dass
{\displaystyle f(A)\leq \sum _{i=1}^{\infty }f(A_{i})}
ist.
Man beachte, dass es hierbei nicht notwendig ist, {\displaystyle \bigcup _{i=1}^{\infty }A_{i}\in {\mathcal {M}}} zu fordern.

## Beispiele
Jedes äußere Maß ist gemäß Definition σ-subadditiv. Für Prämaße auf Ringen (und somit auch für Maße auf σ-Algebren) ergibt sich die σ-Subadditivität aus der definierenden Eigenschaft der σ-Additivität.

Sand
Wasser
Wasser-Sand-Gemisch
Alltagsbeispiel für Sigma-Subadditivität: wird Sand mit Wasser zusammen gemischt, so ist das Schüttvolumen des Gemisches kleiner als die Summe der einzelnen Volumen, da sich das Wasser in die Zwischenräume zwischen den Sandkörnern einlagern kann. Beim Mischen von Ethanol mit Wasser beruht der Wirkmechanismus (anders als im Bild) auf der Wechselwirkung der Teilchen, siehe Volumenkontraktion.